# Lepe
Pour les articles homonymes, voir Lepe (Hampshire).
Lepe est une ville de la province de Huelva, dans la communauté autonome d'Andalousie, en Espagne.

## Géographie
Lepe se situe au sud-ouest de l’Espagne, près de la côte atlantique et du Portugal.

## Histoire
Sous son ancien nom de Leptis, elle fut une garnison de la 12e légion sous les Romains. C’est à partir de son port que la flotte de Juan Díaz de Solís partit le 8 octobre 1515 dans l'expédition qui l’amena à découvrir le rio de la Plata.

## Population
Lepe comptait 2 800 habitants vers 1820 et 9 240 peu avant 1960.

## Économie
Le port est actuellement très actif dans la pêche au thon et à la sardine. Lepe est aussi réputé pour sa production importante de figues. Elle possède trois couvents et un hôpital.

## Sources
- Dictionnaire géographique universel, tome 9, Bruxelles, J. Dewaet, 1823-1833, p. 66.
- Marcel Schveitzer, Espagne, Hachette, Paris, 1960 (coll. Les guides bleus).